# Vòng loại Giải vô địch bóng đá thế giới 2010 – Khu vực Bắc, Trung Mỹ và Caribe (Vòng 1)
Bài viết sau đây là tóm tắt của các trận đấu ở vòng 1, vòng loại giải vô địch bóng đá thế giới 2010 khu vực Bắc, Trung Mỹ và Caribe. Tại vòng đấu này, 22 đội tuyển có thứ hạng thấp nhất khu vực sẽ thi đấu vòng loại. Các đội xếp hạng từ thứ 14 tới 24 sẽ được phân cặp đấu loại với một đội xếp hạng từ thứ 25 đến 35. Các cặp đối diễn ra theo thể thức loại trực tiếp, hai lượt đi và về, sân nhà-sân khách, trừ ba cặp: Puerto Rico–Cộng hòa Dominica, Grenada–Quần đảo Virgin thuộc Hoa Kỳ và Montserrat–Suriname, mỗi cặp chỉ thi đấu một trận duy nhất do một số liên đoàn không có sân vận động đủ tiêu chuẩn của FIFA. Các đội thắng sẽ đi tiếp vào vòng 2.

## Bảng 1

### Bảng 1A
| Dominica      | 1-1      | Barbados     |
| ------------- | -------- | ------------ |
| Pacquette 21' | Chi tiết | Williams 43' |

| Barbados     | 1-0      | Dominica |
| ------------ | -------- | -------- |
| Stanford 80' | Chi tiết |          |

### Bảng 1B
| Quần đảo Turks và Caicos    | 2-1      | Saint Lucia  |
| --------------------------- | -------- | ------------ |
| Lowery 31' · G. Glinton 74' | Chi tiết | Nyhime 90+2' |

| Saint Lucia           | 2-0      | Quần đảo Turks và Caicos |
| --------------------- | -------- | ------------------------ |
| McPhee 28' · Elva 85' | Chi tiết |                          |

### Bảng 1C
| Bermuda     | 1-1      | Quần đảo Cayman |
| ----------- | -------- | --------------- |
| Burgess 18' | Chi tiết | Grant 87'       |

| Quần đảo Cayman       | 1-3      | Bermuda                       |
| --------------------- | -------- | ----------------------------- |
| M. Forbes 63' (ph.đ.) | Chi tiết | Degraff 18', 25' · Steede 52' |

### Bảng 1D
| Aruba | 0-3      | Antigua và Barbuda                               |
| ----- | -------- | ------------------------------------------------ |
|       | Chi tiết | Dublin 23' · Gregory 27' · Sierra 40' (lưới nhà) |

| Antigua và Barbuda | 1-0      | Aruba |
| ------------------ | -------- | ----- |
| Challenger 86'     | Chi tiết |       |

## Bảng 2

### Bảng 2A
| Belize                        | 3-1      | Saint Kitts và Nevis |
| ----------------------------- | -------- | -------------------- |
| McCauley 7', 41' · Roches 23' | Chi tiết | Williams 13'         |

| Saint Kitts và Nevis | 1-1      | Belize    |
| -------------------- | -------- | --------- |
| Mitchum 84'          | Chi tiết | Smith 39' |

### Bảng 2B
| Bahamas       | 1-1      | Quần đảo Virgin thuộc Anh |
| ------------- | -------- | ------------------------- |
| St. Fleur 47' | Chi tiết | Lennon 68'                |

| Quần đảo Virgin thuộc Anh | 2-2      | Bahamas                   |
| ------------------------- | -------- | ------------------------- |
| Williams 78', 90'         | Chi tiết | Bethel 40' · Mitchell 52' |

### Bảng 2C
| Puerto Rico          | 1-0 (s.h.p.) | Cộng hòa Dominica |
| -------------------- | ------------ | ----------------- |
| Villegas 96' (ph.đ.) | Chi tiết     |                   |

## Bảng 3

### Bảng 3A
| Grenada | 10-0     | Quần đảo Virgin thuộc Mỹ |
| --- | -------- | ------------------------ |
| Roberts 3', 8' · R. Charles 9', 43', 65', 87' · S. Rennie 22' · Langiagne 56' · Bubb 82' · Ferguson 89' (l.n.) | Chi tiết |                          |

### Bảng 3B
| Montserrat  | 1-7      | Suriname                                                                     |
| ----------- | -------- | ---------------------------------------------------------------------------- |
| Farrell 48' | Chi tiết | Christoph 36', 56' · Wondel 44' · Valies 65' · Huur 82', 85' · Schuurman 88' |

### Bảng 3C
| El Salvador                                                                                              | 12-0     | Anguilla |
| --- | -------- | -------- |
| Martin 5', 18' · Corrales 31', 33', 54', 65', 68' · Cerritos 47', 77', 84' · Quintanilla 70' · Umaña 80' | Chi tiết |          |

| Anguilla | 0-4      | El Salvador                                              |
| -------- | -------- | -------------------------------------------------------- |
|          | Chi tiết | Cerritos 7' · Corrales 15' · Monteagudo 22' · Torres 36' |

### Group 3D
| Nicaragua | 0-1      | Antille thuộc Hà Lan |
| --------- | -------- | -------------------- |
|           | Chi tiết | Jongsma 15'          |

| Antille thuộc Hà Lan      | 2-0      | Nicaragua |
| ------------------------- | -------- | --------- |
| Loran 42' · Zimmerman 81' | Chi tiết |           |

## Danh sách cầu thủ ghi bàn
6 bàn
- Rudis Corrales

4 bàn
| - Ronald Cerritos | - Ricky Charles |  |

2 bàn
| - Deon McCauley - Devaun Degraff - Anadale Williams | - Shawn Martin - Jason Roberts | - Kenzo Huur - Wensley Christoph |

1 bàn
| - Gayson Gregory - George Dublin - Okeem Challenger - Demont Mitchell - Lesly St. Fleur - Michael Bethel - Dwayne Stanford - Rashida Williams - Elroy Smith - Harrison Roches - Kwame Steede - Tyrell Burgess - Rohan Lennon | - Allean Grant - Marshall Forbes - Richard Pacquette - Carlos Monteagudo - Eliseo Quintanilla - Emerson Umaña - William Torres - Dorset Langiagne - Shane Rennie - Byron Bubb - Vladimir Farrell - Angelo Zimmerman - Anton Jongsma | - Tyrone Loran - Petter Villegas - Gerard Williams - Orlando Mitchum - Gilbert Nyhime - Kenwin McPhee - Titus Elva - Cleon Wondel - Melvin Valies - Raydell Schuurman - David Lowery - Gavin Glinton |

Phản lưới nhà
| - Dario Sierra (trận gặp Antigua và Barbuda) | - Dwight Ferguson (trận gặp Grenada) |  |